# Paepalanthus alsinoides
Paepalanthus alsinoides är en gräsväxtart som beskrevs av Charles Wright. Paepalanthus alsinoides ingår i släktet Paepalanthus och familjen Eriocaulaceae.

## Underarter
Arten delas in i följande underarter:
- P. a. alsinoides
- P. a. minimus